# Jinn
Jinni el. Djinni (pl.: jinn, anvendes på dansk både i ental og flertalsform) (arabisk: jinni, جن") er den danske betegnelse for et arabisk sagnvæsen, som optræder både i den præislamiske religion og i islam. Navnet hentyder til noget som er skjult, usynligt, fjernt eller udskilt.
Blandt arkæologer, der beskæftiger sig med Mellemøsten, betegnes afbildninger af alle guddommelige væsner på lavere niveau end Gud som en djinni.

## Historie

### Djinn i præislamisk religion
I den tidligste semitiske periode var en djinni en ånd fra forsvundne folk fra forne tider. De optrådte kun om natten, og forsvandt straks når solen stod op, og de kunne ændre form så de lignede dyr eller blive usynlige, og de blev anset for at være ansvarlige for sygdomme.
Araberne beskrev djinn som ildvæsner, selvom de også blev opfattet som en slags dæmoner.

### Djinn i Islam
I Islam beskrives en djinn som et væsen med fri vilje, skabt ud af ild af Allah. I koranen bliver djinn nævnt flere steder, og Sura 72 omhandler specifikt djinn.
Djinn minder om mennesker, på den måde at de har evnen til at være gode eller onde, de gifter sig, spiser og dør. Samtidigt er de normalt usynlige for mennesker, kan skifte form, besidder langt større styrke og lever meget længere. Djinn kunne dog blive kontrolleret af magi, indtil Gud ophævede magien på jorden for årtusinder tilbage.
For at forklare djinn på en mere forståelig måde, kan man forklare det således, "de lever i et parallelt univers sammen med os, dog kunne det lag imellem os og den anden verden alligevel brydes" (magi).
Ifølge Koranen havde kong Salomon (Suleiman) også djinn i sin hær, han besad nemlig evnen til at tale med alle væsner, og der i blandt også djinn.

### Djinn i vestlig kultur
Efter oversættelsen af Aladdin fra Tusind og en Nat, er djinn i vesten mest kendt som lampens ånd, der opfylder ønsker for den, som gnider på den.
Som ofte staves det Genie, hvilket til dels kan tilskrives Disneys Aladdin, efter det engelske "Genie in a lamp".

## Eksterne link
- Hvad er djinn?
- Djinn og former af djinn